# Cruz de Motrico
La Cruz de Motrico, o Monte Motrico, es una montaña de la provincia de Burgos ubicada en los alrededores de Miranda de Ebro (España). Pertenece al sistema montañoso de los montes Obarenes y tiene una altitud de 851 m s. n. m. El pie de la montaña se sitúa a 594 metros, por lo que el desnivel asciende a 257 metros.
Una cruz metálica de unos 10 metros de altura corona la cima y es visible desde varios kilómetros de distancia. Fue construida por los trabajadores de FEFASA y colocada el 14 de abril de 1955 por el Club Mirandés de Montaña que además instaló un buzón donde los montañeros pueden dejar sus mensajes. Es la ascensión más clásica de los montañeros mirandeses, tanto que cada año se organiza una subida nocturna a la cruz. En 2009 la cruz fue rehabilitada.

## Rutas de ascenso
Tenemos dos opciones para ascender a la cima de la Cruz de Motrico: la primera es por la cara norte desde el paraje de San Juan del Monte, donde cada lunes de Pentecostés se celebran las populosas fiestas del mismo nombre. La segunda, y más recomendada, es por la cara sur desde la localidad riojana de Villalba de Rioja. 
- Podemos subir al paraje de San Juan del Monte en coche y estacionarlo en el aparcamiento que se ubica cerca de los meredenderos de las cuadrillas de San Juan del Monte (desde Miranda de Ebro por la carretera de Los Corrales). Seguimos por una ancha pista forestal en dirección al Monasterio de Herrera hasta que localizamos dos puntos clave para identificar la ruta. Primero, a la izquierda, en una curva, según el sentido de la marcha, la popular "fuente del bujarrillo",y siguiendo más adelante, todavía por la pista principal, a la derecha según el sentido de la marcha, ya tomamos el desvío por un camino que nos viene indicado por un panel informativo y un mojón colocado en el suelo. El ascenso por este camino no es sencillo debido a la inclinación que se alcanza en algunos puntos del recorrido. El tiempo aproximado es de una hora desde La Laguna de San Juan del Monte o de dos horas y cuarto desde la ciudad de Miranda.

- Otro posible trayecto es a través del límite provincial entre Burgos y La Rioja. El punto de partida lo ubicamos en Villalba de Rioja, desde allí nos dirigimos en dirección al monte por una pista forestal. Al llegar al primer cruce tomamos el camino de la izquierda que rodea en parte a una balsa de agua. En el siguiente cruce tomamos el camino de la derecha que es, de nuevo, una pista forestal muy ancha. La ascensión es leve y al cabo de diez minutos ya contemplamos al cruz. Un pequeño camino de 200 metros une la pista con la cima de la montaña. El tiempo estimado para realizar este recorrido es de entre cincuenta minutos y una hora.

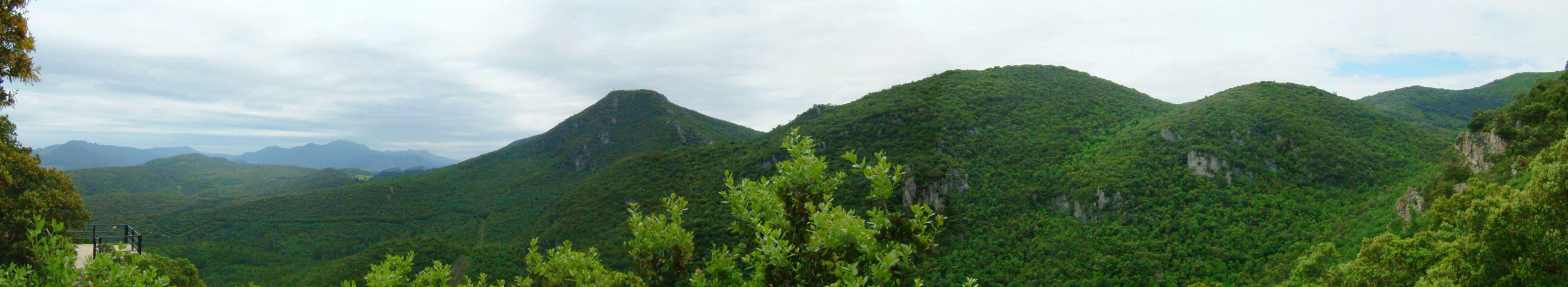
Vista panorámica de los montes colindantes a la Cruz de Motrico (centro) desde la ermita de San Juan del Monte.